# Dorfkirche Groß Buchholz

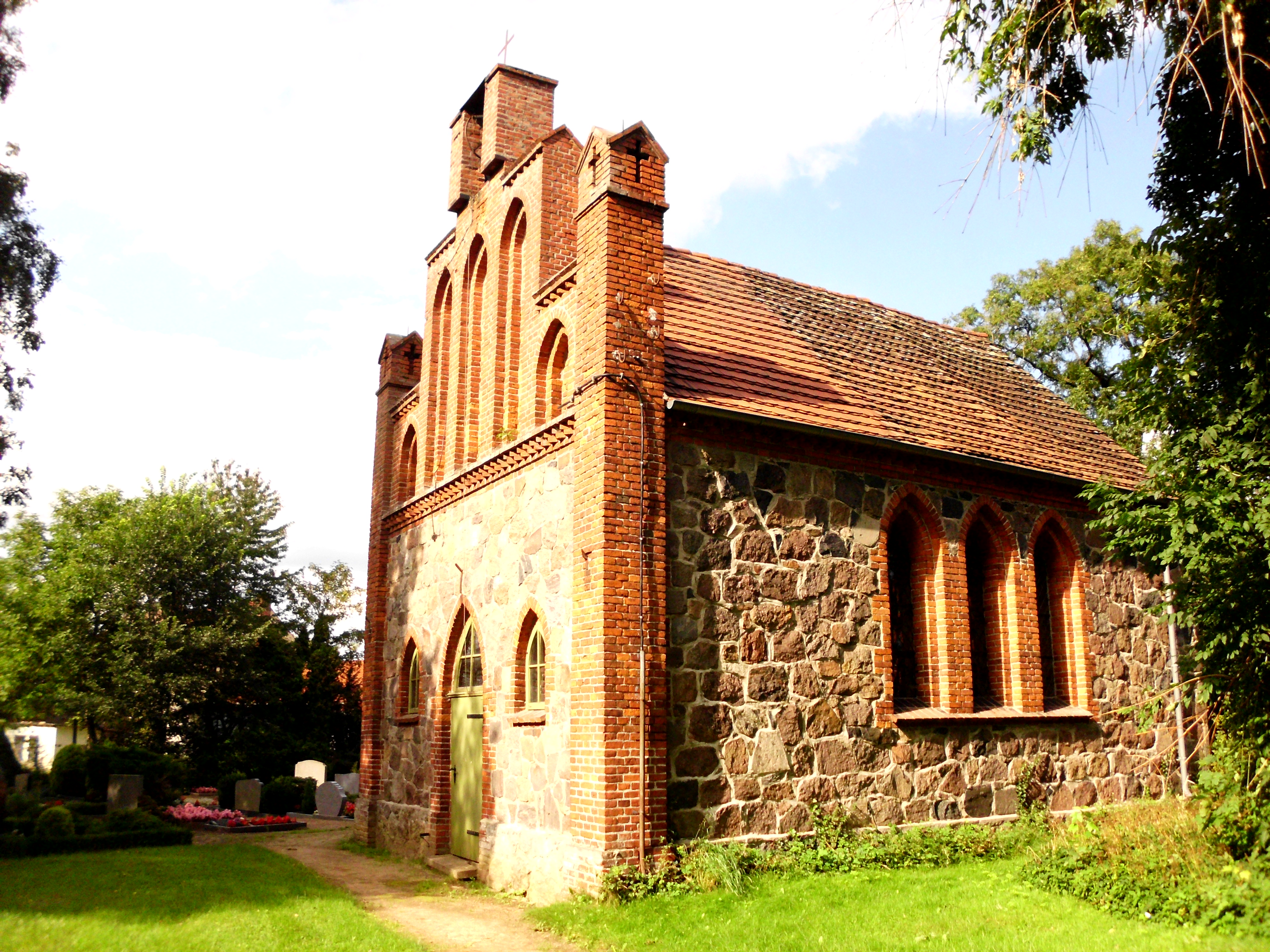
Dorfkirche Groß Buchholz

Die evangelische, denkmalgeschützte Dorfkirche Groß Buchholz steht in Groß Buchholz, einem Ortsteil der Stadt Perleberg im Landkreis Prignitz von Brandenburg. Die Kirche gehört zum Pfarrsprengel Gulow im Kirchenkreis Prignitz der Evangelischen Kirche Berlin-Brandenburg-schlesische Oberlausitz.

## Beschreibung
Die neugotische Saalkirche wurde 1870 erbaut. Ihr Langhaus mit dreiseitig geschlossenem Chor im Osten wurde aus behauenen Feldsteinen errichtet. Der mit Blenden verzierte Staffelgiebel der Fassade aus Backsteinen im Westen ist bekrönt mit einem Glockengiebel, in dem eine Kirchenglocke hängt. 